# Mainstream Rock Tracks
Mainstream Rock Tracks es un conteo de Billboard de las canciones más pasadas en las radios mainstream, una categoría que incluye estaciones que pasan primariamente música rock pero que no son de rock moderno (o alternativo), que son contadas en Modern Rock Tracks.

## Historia
El conteo comenzó el 21 de marzo de 1981, como parte de Billboard. Originalmente se llamaba Rock Tracks, e iba acompañado por Rock Albums, que fue descontinuado en 1984 (aunque un nuevo conteo fue introducido recientemente con aquel nombre). Antes de esto, Billboard no compilaba en un conteo específicamente canciones de rock. Lo más cercano a esto era Album Radio Action que mencionaba algunos álbumes (pero no canciones) que recibían mucha transmisión en estaciones de Album Oriented Rock. El Rock Tracks listaba originalmente 60 canciones. La primera canción número uno fue «I Can't Stand It» de Eric Clapton.